# 帕爾馬 (意大利)
帕爾馬 （義大利語：Parma）是意大利艾米利亞-羅馬涅的一座城市、帕爾馬省首府。2006年人口177,069人。
以飲食業著名。帕馬森乾酪和帕尔玛火腿是當地的特產。另外著名的意大利麵生產商百味來和乳品製造商帕瑪拉特總部皆位於此。

## 历史
古罗马时代属于罗马帝国一部分；中世纪时代则为贯通罗马与欧洲北部的要塞。文藝復興後，該地出現了帕爾馬公國。自十九世纪意大利统一后，隨着连接博洛尼亚、皮亚琴察等周边城市的交通改进，开始发展出一些工业来。

## 主要名勝
- 帕爾馬主教座堂
- 帕尔马洗礼堂
- 圣若望堂

## 经济
以农业和工业为主，当地特产有干酪和火腿；工业方面则以机械生产、制药为大宗。

## 交通

### 鐵路
- 连接米兰至博洛尼亚的铁路，中途设有帕尔马分站。

### 航空
帕尔马机场，设有连接欧洲多国的航班。

### 道路
- A1高速公路
- A15高速公路

## 體育
- 帕爾馬足球俱樂部

## 友好城市
- 法國 图尔

## 名人
- 托斯卡尼尼

## 圖片

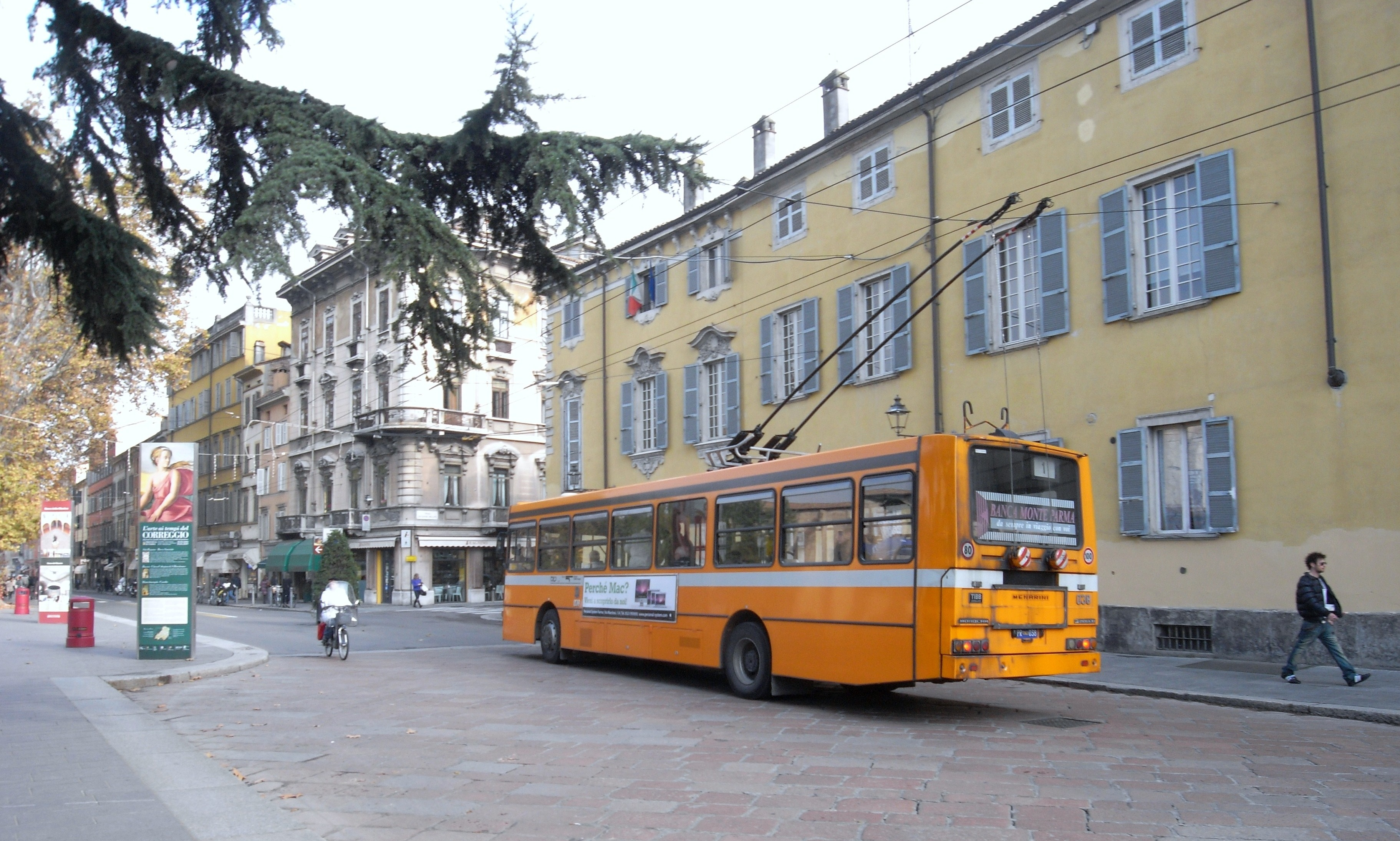
帕爾馬的巴士
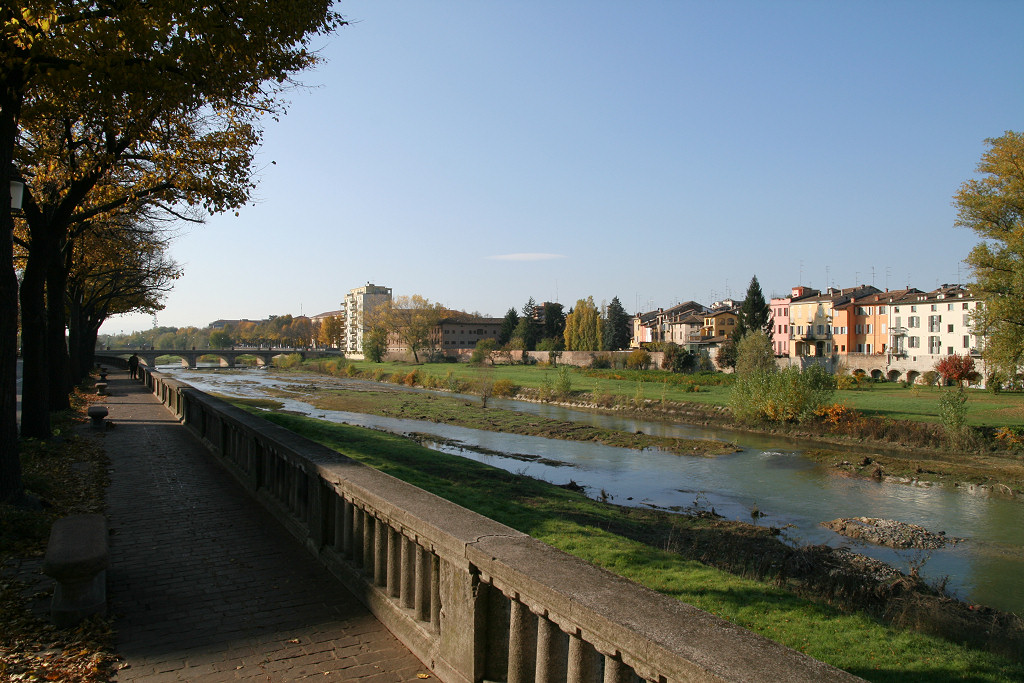
帕爾馬河流